# Allée Isadora-Duncan
L'allée Isadora Duncan est une voie du 15e arrondissement de Paris, en France.

## Situation et accès
L'allée Isadora Duncan est une voie publique située dans le 15e arrondissement de Paris. Elle débute rue de la Convention. Elle permet d'accéder à l'allée Irène-Némirovsky. Elle est parallèle à l'allée Marianne-Breslauer et jouxte le jardin Marguerite-Boucicaut.

## Origine du nom

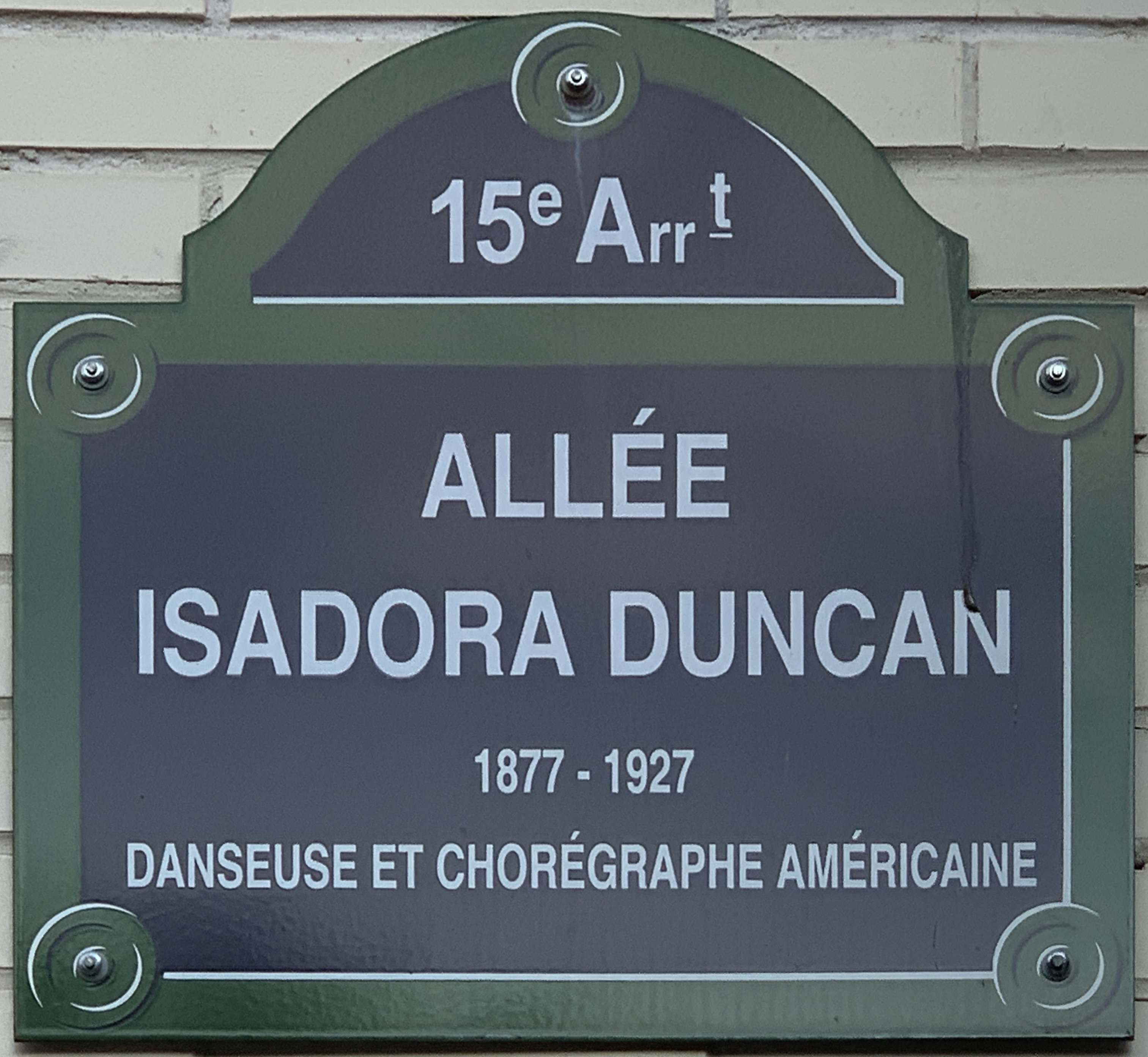
Plaque de l'allée.

Elle porte le nom de Isadora Duncan (1877-1927), danseuse américaine.

## Historique
La proposition de dénomination de cette nouvelle voie de la ZAC Boucicaut a été votée en 2013.